# Amerikaanse Maagdeneilanden op de Olympische Zomerspelen 1992
De Amerikaanse Maagdeneilanden namen deel aan de Olympische Zomerspelen 1992 in Barcelona, Spanje. Het was de zesde deelname aan de Olympische Zomerspelen. Aan de zilveren medaille van 1988 werd deze editie geen medaille toegevoegd.
De zeiler John Foster sr. was de eerste deelnemer uit de Amerikaanse Maagdeneilanden die voor de vijfde keer aan de Spelen deelnam, vijf deelnemers namen voor de derde keer deel en ook vijf deelnemers voor de tweede keer.

## Deelnemers en resultaten
(m) = mannen, (v) = vrouwen 

### Atletiek
| Olympiër (deelname)                                          | Discipline      | Resultaat | Prestatie                                          |
| ------------------------------------------------------------ | --------------- | --------- | -------------------------------------------------- |
| Neville Hodge                                                | 100m (m)        | 44e       | serie 5: 4e in 10,71                               |
| Wendell Dickinson                                            | 200m (m)        | 55e       | serie 1: 4e in 21,78                               |
| Desai Wynter (2)                                             | 400m (m)        | DNF       | serie 6: niet gefinisht                            |
| Marlon Williams (3)                                          | 5000m (m)       | 52e       | serie 2: 12e in 15.26,49                           |
| Marlon Williams (3)                                          | 10000m (m)      | 49e       | serie 2: 27e in 31.22,13                           |
| Calvin Dallas (2)                                            | marathon (m)    | 78e       | 2:38.11                                            |
| Neville Hodge Wendell Dickinson Derry Pemberton Mitch Peters | 4×100m (m)      | 19e       | serie 3: 5e in 40,48                               |
|                                                              |                 |           |                                                    |
| Ruth Morris                                                  | 200m (v)        | 32e       | serie 5: 4de in 24,17 kwartfinale 4: 8ste in 24,26 |
| Ruth Morris                                                  | 400m (v)        | 32e       | serie 1: 5e in 54,37 kwartfinale 2: 8e in 54,92    |
| Ana Gutiérrez                                                | 10000m (v)      | DNS       | serie 1: niet gestart                              |
| Ana Gutiérrez                                                | marathon (v)    | 35e       | 3:14.02                                            |
| Flora Hyacinth                                               | verspringen (v) | 9e        | kwalificatie: 7e met 6,71m finale: 6,52m           |

### Boksen
| Olympiër       | Discipline | Resultaat | Prestatie                                                             |
| -------------- | ---------- | --------- | --------------------------------------------------------------------- |
| Jacobo Garcia  | -60kg (m)  | 9e        | 2e ronde: V van TAN Matumla: 2-12                                     |
| Gilberto Brown | -75kg (m)  | 9e        | 1e ronde: W van TUN Missaoui: 6-4 2e ronde: V van CUB Hernández: 2-13 |

### Paardensport
| Olympiër       | Discipline                 | Resultaat | Prestatie                                                     |
| -------------- | -------------------------- | --------- | ------------------------------------------------------------- |
| Charles Holzer | springconcours individueel | 69e       | kwalificatie: 57,5 strafpunten (1R 12.00 - 2R 45.50 - 3R dnf) |

### Schietsport
| Olympiër           | Discipline            | Resultaat | Prestatie                                          |
| ------------------ | --------------------- | --------- | -------------------------------------------------- |
| Bruce Meredith (2) | kkg 50 m, liggend (m) | 31e       | voorronde: 591 pnt. (100 - 99 - 98 - 98 - 97 - 99) |

### Wielersport
| Olympiër    | Discipline       | Resultaat | Prestatie      |
| ----------- | ---------------- | --------- | -------------- |
| Chesen Frey | wegwedstrijd (m) | DNF       | niet gefinisht |

### Zeilen
| Olympiër (deelname)                     | Discipline      | Resultaat | Prestatie                                                                   |
| --------------------------------------- | --------------- | --------- | --------------------------------------------------------------------------- |
| James Diaz                              | plankzeilen (m) | 30e       | 288 pnt. (37 - 26 - 32 - 29 - 42 - 32 - 31 - 32 - 27 - 42 = 330 pnt.)       |
| Mark Swanson                            | finn klasse (m) | 23e       | 148 pnt. (20 - 28 - 24 - 28 - 20 - 32 - 28 = 180 pnt.)                      |
|                                         |                 |           |                                                                             |
| John Foster sr. (5) John Foster jr. (3) | star klasse     | 25e       | 1370 pnt. (29 - 29 - 28 - 30 - 30 - 29 - 25 = 200 pnt.)                     |
| Jean Braure (3) Charles Shipway         | tornado klasse  | 22e       | 164 pnt. (28 - 27 - 27 - 28 - 28 - 27 - 27 = 192 pnt.)                      |
|                                         |                 |           |                                                                             |
| Lisa Neuburger                          | plankzeilen (v) | 13e       | 160,7 pnt. (26 - 20 - 21 - 15 - 20 - 15 - 15 - 11,7 - 17 - 31 = 191,7 pnt.) |

### Zwemmen
| Olympiër          | Discipline           | Resultaat | Prestatie                   |
| ----------------- | -------------------- | --------- | --------------------------- |
| Laurent Alfred    | 50m vrije slag (m)   | 48e       | serie 4: 3e in 24,66        |
| Laurent Alfred    | 100m vrije slag (m)  | 60e       | serie 3: 5e in 54,89        |
| Laurent Alfred    | 200m vrije slag (m)  | 51e       | serie 2: 5e in 2.04,59      |
| Kristan Singleton | 100m vlinderslag (m) | 50e       | serie 3: 3e in 58,20        |
| Kristan Singleton | 200m vlinderslag (m) | 39e       | serie 1: 1e in 2.08,71 (NR) |
|                   |                      |           |                             |
| Shelley Cramer    | 50m vrije slag (v)   | 40e       | serie 2: 3e in 27,84        |
| Shelley Cramer    | 100m vrije slag (v)  | 39e       | serie 2: 5e in 59,99        |
| Shelley Cramer    | 100m vlinderslag (v) | 43e       | serie 4: 7e in 1.05,84      |

Albanië · Algerije · Amerikaanse Maagdeneilanden · Amerikaans-Samoa · Andorra · Angola · Antigua en Barbuda · Argentinië · Aruba · Australië · Bahama's · Bahrein · Bangladesh · Barbados · België · Belize · Benin · Bermuda · Bhutan · Bolivia · Bosnië en Herzegovina · Botswana · Brazilië · Britse Maagdeneilanden · Bulgarije · Burkina Faso · Canada · Centraal-Afrikaanse Republiek · Chili · China · Chinees Taipei · Colombia · Congo-Brazzaville · Cookeilanden · Costa Rica · Cuba · Cyprus · Denemarken · Djibouti · Dominicaanse Republiek · Duitsland · Ecuador · Egypte · El Salvador · Equatoriaal-Guinea · Estland · Ethiopië · Fiji · Filipijnen · Finland · Frankrijk · Gabon · Gambia · Gezamenlijk team · Ghana · Grenada · Griekenland · Groot-Brittannië · Guam · Guatemala · Guinee · Guyana · Haïti · Honduras · Hongarije · Hongkong · Ierland · IJsland · India · Indonesië · Irak · Iran · Israël · Italië · Ivoorkust · Jamaica · Japan · Jemen · Jordanië · Kaaimaneilanden · Kameroen · Kenia · Koeweit · Kroatië · Laos · Lesotho · Letland · Libanon · Libië · Liechtenstein · Litouwen · Luxemburg · Madagaskar · Malawi · Malediven · Maleisië · Mali · Malta · Marokko · Mauritanië · Mauritius · Mexico · Monaco · Mongolië · Mozambique · Myanmar · Namibië · Nederland · Nederlandse Antillen · Nepal · Nicaragua · Nieuw-Zeeland · Niger · Nigeria · Noord-Korea · Noorwegen · Oeganda · Oman · Oostenrijk · Pakistan · Panama · Papoea-Nieuw-Guinea · Paraguay · Peru · Polen · Portugal · Puerto Rico · Qatar · Roemenië · Rwanda · Saint Vincent‑Grenadines · Salomonseilanden · Samoa · San Marino · Saoedi-Arabië · Senegal · Seychellen · Sierra Leone · Singapore · Slovenië · Soedan · Spanje · Sri Lanka · Suriname · Swaziland · Syrië · Tanzania · Thailand · Togo · Tonga · Trinidad en Tobago · Tsjaad · Tsjecho-Slowakije · Tunesië · Turkije · Uruguay · Vanuatu · Venezuela · Verenigde Arabische Emiraten · Verenigde Staten · Vietnam · Zaïre · Zambia · Zimbabwe · Zuid-Afrika · Zuid-Korea · Zweden · Zwitserland · Onafhankelijke olympische deelnemers